# M-Net
M-Net (inițial o abreviere pentru Electronic Media Network) este o televiziune sud-africană privată fondată în anul 1986 de un consorțiu de presă scrisă.